# NAKED/Fight Together/Tempest
「NAKED / Fight Together / Tempest」（ネイキッド／ファイト・トゥギャザー／テンペスト）は、日本の元女性歌手、安室奈美恵の単独名義では37枚目のシングル。

## 解説
前作「Break It／Get Myself Back」からちょうど1年ぶりのシングルで、2008年に発売された『60s 70s 80s』以来の2011年第1弾トリプルA面シングル。初回盤は、2形態共に"NAKED"仕様として、ジャケット及び歌詞カードが透明となっており、外からレーベル面が見える特殊パッケージ仕様となっている。
「NAKED」は、本人出演のコーセー「エスプリーク」CMソングで、大沢伸一とVERBAL（m-flo）プロデュースによるダンスナンバー。大沢によるシングル曲は「WHAT A FEELING」以来で、VERBALが安室のシングル曲を手掛けるのは初となった。ミュージック・ビデオは、"レジスタンス"をテーマに制作された。また、Twitterと連動し、同曲のミュージック・ビデオのメイキング映像が見られるキャンペーンが行われた。
「Fight Together」は、自身もファンだというテレビアニメ『ONE PIECE』のオープニングテーマに起用された。テレビアニメの主題歌への楽曲起用は2003年の「Come」以来、約8年ぶりとなった。CD発売にに先駆け、6月1日から着うた、7月13日から着うたフル配信が行われた。
「Tempest」は、同タイトルのNHK BSプレミアム時代劇『テンペスト』主題歌、および角川配給映画『テンペスト3D』主題歌。

## 収録曲

### CD
1. NAKED
作詞：VERBAL
作曲・編曲：SHINICHI OSAWA
2. Fight Together
作詞・作曲・編曲：Nao'ymt
3. Tempest
作詞・作曲・編曲：Nao'ymt
4. NAKED (EXTENDED INSTRUMENTAL)
5. Fight Together (INSTRUMENTAL)
6. Tempest (INSTRUMENTAL)

### DVD
1. NAKED (Music Video)
ディレクター：関根光才 / 振付：AKO（OH GIRL!）
2. Tempest (Music Video)
ディレクター：関根光才

## タイアップ
NAKED
- コーセー「エスプリーク」CMソング

Fight Together
- フジテレビ系アニメ『ONE PIECE』14th主題歌

Tempest
- NHK BSプレミアム時代劇『テンペスト』主題歌
- 角川配給映画『テンペスト3D』主題歌